# 石化街道 (吉林省)
石化街道，是中华人民共和国吉林省松原市宁江区下辖的一个乡镇级行政单位。

## 行政区划
石化街道下辖以下地区：
敬业社区、自强社区和前瓦社区。